# Kurt Zouma
Kurt Zouma (* 27. října 1994, Lyon, Francie) je francouzský fotbalový obránce a reprezentant, původem ze Středoafrické republiky, který působí v celku West Ham United FC.
Jde o mimořádně talentovaného hráče, těžké zápasy ve francouzské nejvyšší lize hrál od svých 17 let.

## Klubová kariéra
Kurt Zouma debutoval v profi fotbale v klubu AS Saint-Étienne, Ligue 1 hrál od svých 17 let. S ním vyhrál v sezóně 2012/13 Coupe de la Ligue (francouzský ligový pohár) po finálové výhře 1:0 nad Stade Rennais FC. V listopadu 2013 dostal trest na 10 zápasů poté, co v utkání s FC Sochaux zlomil protihráči Thomasi Guerbertovi pravou holenní i lýtkovou kost a vykloubil kotník.
V poslední přestupní termín zimní části sezóny 2013/14 (31. ledna 2014) jej koupil za 12 milionů liber anglický klub Chelsea FC, který jej nechal v AS Saint-Étienne ještě hostovat do konce sezóny. Zouma podepsal s Chelsea 5½ roční smlouvu.
24. září 2014 si připsal svůj první start v drese Chelsea FC. Debutoval proti druholigovém Bolton Wanderers FC ve 3. kole Capital One Cupu. Hned ve 25. minutě vstřelil svůj první gól v dresu blues, když po rohovém kopu dorážel míč do brány. Chelsea FC také díky jeho gólu vyhrála 2:1. Za Chelsea FC si zahrál i v Lize mistrů (2x proti Mariboru a jednou proti portugalskému Sporting Lisbon)
10. ledna 2015 se poprvé objevil i v základní sestavě Chelsea FC na zápas Premier League proti Newcastlu United (výhra 2:0). S Chelsea vyhrál v sezóně 2014/15 ligový titul a Football League Cup.
V sezóně 2015/16 skóroval 19. září 2015 v Londýnském derby proti Arsenalu, když v 53. minutě otvíral skóre poté, co hlavičkou poslal míč do sítě svého bývalého spoluhráče Petra Čecha. Chelsea derby vyhrála 2:0.
7. února 2016 si při zápase s Manchesterem United poranil přední zkřížený vaz kolene. Zranění ho ze hry vyřadilo až na 6 měsíců, čímž pravděpodobně zmešká i Mistrovství Evropy 2016 ve Francii.

## Reprezentační kariéra
Hrál za mládežnické výběry Francie od kategorie do 16 let.
Za A-tým Francie debutoval 29. března 2015 v přátelském zápase v Saint-Étienne proti reprezentaci Dánska, když v 82. minutě vystřídal Morgana Schneiderlina (výhra 2:0).

## Kontroverze
7. února 2022 se objevily záběry, na nichž Zouma kopnul a udeřil svou kočku, které u něj doma natočil jeho bratr. Odsoudil ho jak West Ham, tak RSPCA (Královská společnost pro prevenci týrání zvířat). Zouma se omluvil a uvedl, že navzdory jeho činům jsou jeho dvě domácí kočky „jsou zcela v pořádku a zdravé“. West Ham uvedl, že se záležitostí bude zabývat interně. 8. února francouzská organizace na ochranu zvířat Brigitte Bardot Foundation oznámila, že na Zoumu podala stížnost. Téhož dne místní policie uvedla, že ve spolupráci s RSPCA zahájila vyšetřování týrání. Manažer West Hamu David Moyes nominoval Zoumu do zápasu proti Watfordu, který se hrál ve stejný den, navzdory kontroverzi. Moderátor BBC Sport Gary Lineker řekl, že je „šokován a zděšen, že Zouma do zápasu nastoupil“. Ochránce přírody Chris Packham a starosta Londýna Sadiq Khan také odsoudili West Ham za to, že Zouma zápas odehrál.
RSPCA 9. února potvrdila, že odebrala Zoumovi domácí kočky, které obránce podle záběru týral. Téhož dne jeden ze sponzorů West Hamu, Vitality, uvedl, že až do vyjasnění celé situace pozastavuje své sponzorské závazky vůči klubu. Německá firma Adidas vyrábějící sportovní oblečení ukončila spolupráci se Zoumou a uvedla: „Můžeme potvrdit, že Kurt Zouma již není sportovcem, který má smlouvu s Adidasem.“ West Ham odsoudil Zoumovo jednání a uložil mu maximální možnou pokutu, která poputuje na zvířecí charitu. Televize Sky News uvedla, že pokuta měla činit dva týdenní platy v hodnotě 250 000 liber (7,2 milionu korun). 10. února klub hrající National League Dagenham & Redbridge oznámil, že Zoumův bratr Yoan byl klubem suspendován v návaznosti na natáčení týrání kočky. Téhož dne další ze sponzorů West Hamu, floridská cestovní společnost Experience Kissimmee, ukončila sponzorskou smlouvu. Při prvním slyšení před londýnským soudem, které proběhlo 24. května 2022, Zouma přiznal vinu ve dvou bodech obžaloby.